# Canton de L'Isle-sur-Serein
Le canton de L'Isle-sur-Serein est un ancien canton français du département de l'Yonne, disparu en 2015.

## Composition
Le canton de L'Isle-sur-Serein, d'une superficie de 192 km2, était composé de treize communes
.
| Nom                           | Code Insee | Intercommunalité              | Superficie (km2) | Population (dernière pop. légale) | Densité (hab./km2) |
| ----------------------------- | ---------- | ----------------------------- | ---------------- | --------------------------------- | ------------------ |
| L'Isle-sur-Serein (chef-lieu) | 89204      | CC du Serein                  | 4,44             | 697 (2014)                        | 157                |
| Angely                        | 89008      | CC du Serein                  | 8,62             | 164 (2014)                        | 19                 |
| Annoux                        | 89012      | CC du Serein                  | 8,97             | 87 (2014)                         | 9,7                |
| Athie                         | 89022      | CC Avallon - Vézelay - Morvan | 4,90             | 140 (2014)                        | 29                 |
| Blacy                         | 89043      | CC du Serein                  | 9,06             | 106 (2014)                        | 12                 |
| Coutarnoux                    | 89128      | CC du Serein                  | 8,68             | 142 (2014)                        | 16                 |
| Dissangis                     | 89141      | CC du Serein                  | 7,33             | 136 (2014)                        | 19                 |
| Joux-la-Ville                 | 89208      | CC du Serein                  | 43,81            | 1 239 (2014)                      | 28                 |
| Massangis                     | 89246      | CC du Serein                  | 43,35            | 398 (2014)                        | 9,2                |
| Précy-le-Sec                  | 89312      | CC du Serein                  | 15,76            | 263 (2014)                        | 17                 |
| Provency                      | 89316      | CC Avallon - Vézelay - Morvan | 11,88            | 216 (2014)                        | 18                 |
| Sainte-Colombe                | 89339      | CC du Serein                  | 18,48            | 205 (2014)                        | 11                 |
| Talcy                         | 89406      | CC du Serein                  | 6,88             | 84 (2014)                         | 12                 |

## Représentation

### conseillers généraux de 1833 à 2015
| Période                                  | Période          | Identité                                                 | Étiquette                 | Qualité |
| ---------------------------------------- | ---------------- | -------------------------------------------------------- | ------------------------- | --- |
| 1833                                     | 1848             | Comte Alfred de Chastellux                               | Conservateur              | Ancien capitaine d'infanterie Député (1832-1842) Pair de France Chevalier d'Honneur de la Princesse Adélaïde Propriétaire à Lucy-le-Bois |
| 1848                                     | 1852             | Martial Théodore Noël Dupayrat                           |                           | Ancien capitaine de hussards Conseiller à la Cour Impériale de Paris                                                                     |
| 1852                                     | 1856 (décès)     | Comte Alfred de Chastellux                               | Conservateur              | Ancien capitaine d'infanterie Député (1832-1842) Pair de France Chevalier d'Honneur de la Princesse Adélaïde Propriétaire à Lucy-le-Bois |
| 1856                                     | 1861 (décès)     | Martial Théodore Noël Dupayrat                           |                           | Conseiller à la Cour Impériale de Paris                                                                                                  |
| 1861                                     | 1874             | Comte Ludovic de Virieu                                  |                           | Ancien page du Roi Charles X Propriétaire à Annoux                                                                                       |
| 1874                                     | 1878 (décès)     | Jean-Baptiste Edme Rétif                                 | Républicain               | Docteur-médecin à Joux-la-Ville |
| 1878                                     | 1898 (démission) | Benoit Bidault de l'Isle                                 | Républicain               | Docteur en droit Avocat près la Cour d'Appel de Paris                                                                                    |
| 1898                                     | 1902 (décès)     | Jules Rétif                                              | Républicain modéré        | Notaire, maire de Joux-la-Ville (1886-1902)                                                                                              |
| 1903                                     | 1940             | Georges Bidault de l'Isle (fils de B. Bidault de l'Isle) | Républicain puis Rad.ind. | Docteur en droit Avoué près la Cour d'Appel de Paris Conseiller municipal de L'Isle-sur-Serein Nommé conseiller départemental en 1943    |
|                                          |                  |                                                          |                           | |
| 1945                                     | 1955             | Victor Guichard                                          | DVD-CNIP                  | Cultivateur Maire de Coutarnoux (1935-1955)                                                                                              |
| 1955                                     | 1985             | Odette Pagani                                            | RI puis UDF               | Administrateur de sociétés Sénatrice (1973-1977) Maire de Massangis (1947-1989)                                                          |
| 1985                                     | 1998             | Paul-André Sadon                                         | DVD                       | Maire de L'Isle-sur-Serein (1984-2008)                                                                                                   |
| 1998                                     | 2015             | Jean-Claude Lemaire                                      | DVD                       | Chef d'entreprise Maire de Joux-la-Ville depuis 1983 Président de la Communauté de Communes de la Haute Vallée du Serein                 |
| Les données manquantes sont à compléter. |                  |                                                          |                           | |

### Conseillers d'arrondissement (de 1833 à 1940)
Le canton de L'Isle-sur-Serein avait deux conseillers d'arrondissement.
| Période                                  | Période      | Identité                                            | Étiquette          | Qualité |
| ---------------------------------------- | ------------ | --------------------------------------------------- | ------------------ | --- |
| 1833                                     | 1839         | Jean Louis Auguste d'Avoust (1785-1851)             |                    | Ancien chef d'escadron, maire d'Annoux                                                                      |
| 1833                                     | 1839         | Maurice Ledeux-Morin (1788-1859)                    |                    | Capitaine de hussards, Commandant de la Garde nationale, propriétaire à Massangis                           |
| 1839                                     | 1845         | Antoine Nicolas Guillermain (1792-1855)             |                    | Notaire à L'Isle-sur-Serein                                                                                 |
| 1839                                     | 1846 (décès) | Jean-Jacques Baudenet d'Annoux (1770-1846)          |                    | Écuyer, chevalier de Saint-Louis, propriétaire à Annoux                                                     |
| 1845                                     | 1852         | Elzéar d'Avout (1826-1902)                          |                    | Propriétaire du château, maire d'Annoux                                                                     |
| 1846                                     | 1852         | Louis Hugues Alphonse Baudenet d'Annoux (1806-1870) |                    | Propriétaire à Escolives                                                                                    |
| 1852                                     | 1877         | François Louis Michel Adolphe Bidault               |                    | Juge d'instruction à Avallon                                                                                |
| 1852                                     | 1877         | Calixte Delétang fils (1815-1895)                   |                    | Notaire puis juge d'instruction, ancien maire de Joux-la-Ville (1843)                                       |
| 1877                                     | 1889         | Claude Gaspard de Morillon (1849-1910)              |                    | Propriétaire à L'Isle-sur-Serein                                                                            |
| 1877                                     | 1883         | Auguste Périgot                                     |                    | Propriétaire, maire de Joux-la-Ville                                                                        |
| 1883                                     | 1898         | Jules Rétif fils                                    | Républicain modéré | Notaire, maire de Joux-la-Ville (1886-1902)                                                                 |
| 1889                                     | 1894 (décès) | Armand Vallée                                       |                    | Propriétaire, maire de L'Isle-sur-Serein                                                                    |
| 1895                                     | 1901         | Constantin Guichard                                 |                    | Maire de Blacy                                                                                              |
| 1898                                     | 1901         | Louis-Justin Jacques                                |                    | Vétérinaire à Joux-la-Ville                                                                                 |
| 1901                                     | 1907         | Louis Lecourt                                       |                    | Médecin, propriétaire à Joux-la-Ville                                                                       |
| 1901                                     | 1907         | Pierre Edmond Naudot                                |                    | Agriculteur, maire d'Athie                                                                                  |
| 1907                                     | 1925         | Louis Justin Jacques                                |                    | Vétérinaire, maire de Joux-la-Ville (1908-1922)                                                             |
| 1907                                     | 1909 (décès) | Camille Sébillotte (1853-1909)                      |                    | Meunier à Civry-sur-Serein                                                                                  |
| 1909                                     | 1923 (décès) | Ambroise Joudrier                                   |                    | Maire d'Angely                                                                                              |
| 1923                                     | 1925 (décès) | Mathurin Dubreuil (1859-1925)                       |                    | Ancien instituteur, maire de Massangis (1919-1925)                                                          |
| 1925                                     | 1940         | Georges Sébillotte (1885-1964)                      | Républicain        | Minotier, maire de Civry-sur-Serein                                                                         |
| 1925                                     | 1931         | François Desserey                                   | Radical            | Instituteur honoraire, conseiller municipal de Sainte-Colombe                                               |
| 1931                                     | 1940         | Camille Carré                                       | Républicain        | Agriculteur, conseiller municipal puis maire de Joux-la-Ville                                               |
| 1940                                     |              |                                                     |                    | Les conseils d'arrondissement ont été suspendus par la loi du 12 octobre 1940 et n'ont jamais été réactivés |
| Les données manquantes sont à compléter. |              |                                                     |                    | |

## Démographie

### Évolution démographique
| 1962  | 1968  | 1975  | 1982  | 1990  | 1999  | 2006  | 2011  | 2012  |
| ----- | ----- | ----- | ----- | ----- | ----- | ----- | ----- | ----- |
| 3 108 | 2 994 | 2 779 | 2 666 | 2 787 | 3 509 | 3 779 | 3 915 | 3 913 |

### Âge de la population
La pyramide des âges, à savoir la répartition par sexe et âge de la population, du canton de L'Isle-sur-Serein en 2009 ainsi que, comparativement, celle du département de l'Yonne la même année sont représentées avec les graphiques ci-dessous.
La population du canton comporte 55,6 % d'hommes et 44,4 % de femmes. Elle présente en 2009 une structure par grands groupes d'âge légèrement plus âgée que celle de la France métropolitaine.
Il existe en effet 85 jeunes de moins de 20 ans pour cent personnes de plus de 60 ans, alors que pour la France l'indice de jeunesse, qui est égal à la division de la part des moins de 20 ans par la part des plus de 60 ans, est de 1,06. L'indice de jeunesse du canton est également inférieur à celui  du département (0,87) et supérieur à celui de la région (0,84).
| Hommes | Classe d’âge | Femmes |
| ------ | ------------ | ------ |
| 0,3    | 90 ans ou +  | 1,5    |
| 6,2    | 75 à 89 ans  | 11,8   |
| 13,3   | 60 à 74 ans  | 15,0   |
| 22,4   | 45 à 59 ans  | 19,3   |
| 24,4   | 30 à 44 ans  | 22,2   |
| 18,4   | 15 à 29 ans  | 13,6   |
| 15,0   | 0 à 14 ans   | 16,6   |

| Hommes | Classe d’âge | Femmes |
| ------ | ------------ | ------ |
| 0,5    | 90 ans ou +  | 1,4    |
| 7,9    | 75 à 89 ans  | 11,9   |
| 15,5   | 60 à 74 ans  | 15,6   |
| 21,5   | 45 à 59 ans  | 20,7   |
| 19,3   | 30 à 44 ans  | 18,4   |
| 16,3   | 15 à 29 ans  | 15,1   |
| 19,0   | 0 à 14 ans   | 16,9   |